# Pulchrella
Pulchrella es un género de foraminífero bentónico considerado un sinónimo posterior de Pseudofusulinella de la subfamilia Fusulinellinae, de la familia Fusulinidae, de la superfamilia Fusulinoidea, del suborden Fusulinina y del orden Fusulinida. Su especie tipo era Fusulinella pulchra. Su rango cronoestratigráfico abarcaba el Moscoviense (Carbonífero superior).

## Discusión
Clasificaciones más recientes incluirían Pulchrella en la subclase Fusulinana de la clase Fusulinata. Algunas clasificaciones lo han considerado válido e incluido en la subfamilia Pulchrellinae.

## Clasificación
Pulchrella incluía a la siguiente especie:
- Pulchrella pulchra †